# 伊丽莎白·古斯塔夫松
伊丽莎白·古斯塔夫松（瑞典語：Elisabet Gustafson，1964年5月2日—），瑞典女子冰壶运动员。她曾代表瑞典参加1998年和2002年冬季奥林匹克运动会冰壶比赛，其中1998年奥运会获得一枚铜牌。